# Dieci piccoli indiani
Dieci piccoli indiani (titolo originale: Ten Little Niggers; negli USA e nel Regno Unito: And Then There Were None) è un romanzo giallo scritto da Agatha Christie, da lei descritto come il più arduo da scrivere dei suoi libri. Uscì dapprima a puntate sul quotidiano inglese Daily Express da martedì 6 giugno 1939 a sabato 1º luglio 1939 in 23 parti, senza divisioni in capitoli.
Il romanzo, oggi celeberrimo, fu pubblicato come libro in Gran Bretagna nel tardo 1939 e negli USA all'inizio del 1940, simultaneamente in versione serializzata per i giornali e in volume; in Italia uscì per la prima volta nell'agosto 1946 col titolo ... e poi non rimase nessuno nella collana Il Giallo Mondadori. Col suo sensazionale record di 110 milioni di copie, è il libro giallo più venduto in assoluto e si è inoltre piazzato all'undicesimo posto nella classifica dei best seller con più incassi della storia (terzo posto se si considerano solo i romanzi). La storia è ambientata su un'isola ispirata a Burgh Island, posta di fronte al Devon.

## Trama
Anthony Marston, John Macarthur, Emily Brent, Lawrence Wargrave, William Blore, Edward Armstrong, Philip Lombard e Vera Claythorne vengono invitati per diversi motivi a Soldier Island da un certo signor U.N.Owen, proprietario dell'unica abitazione sull'isola. Gli invitati non si conoscono tra di loro e una volta arrivati scoprono che il signor Owen e sua moglie non sono presenti; ad accoglierli vi sono solamente i due domestici, i coniugi Thomas ed Ethel Rogers, i quali, come ognuno di loro, non hanno ancora conosciuto i proprietari della villa.
In ognuna delle camere assegnate agli ospiti è appesa al muro una filastrocca che recita la storia di dieci soldati i quali, uno dopo l'altro, muoiono in modi differenti.
Dieci piccoli soldati

vanno a cena chissà dove.

Ecco, uno si è strozzato,

così son rimasti in nove.
Nove piccoli soldati

si alzan tardi e van di sotto.

Uno non si sveglia più,

non ne restano che otto.
Otto piccoli soldati

van nel Devon per due orette.

Uno dice «Resto qui!»

e abbandona gli altri sette.
Sette piccoli soldati

spaccan legna e non saprei

come uno si è affettato,

però son rimasti in sei.
Quei sei piccoli soldati

fanno gara a chi delinque.

Uno un’ape se lo punge,

son rimasti gli altri cinque.
Cinque piccoli soldati

che denunciano un misfatto.

Uno resta in tribunale

e da allora sono quattro.
Quattro piccoli soldati

stanno al mare fino a che

uno prende un grosso granchio

e ne restan solo tre.
Van tre piccoli soldati

allo zoo, tra un panda e un bue.

Uno abbraccia l’orso bianco,

l’han scampata gli altri due.
Quei due piccoli soldati

sotto il sole preso al molo

si son tanto bruciacchiati

che ne resta ormai uno solo.
E quel piccolo soldato

offuscato dal digiuno

a una corda s’è impiccato.

Non ne resta più nessuno.
Sul centrotavola della sala da pranzo, inoltre, si trovano le statuine corrispondenti ai dieci soldati della filastrocca.
Dopo la cena, mentre i presenti discorrono tra di loro, una voce inumana proveniente da un grammofono incolpa tutti, inclusi i due domestici, di aver commesso un omicidio, citando date e nomi delle vittime. Tutti, sconvolti dall'inaspettata voce accusatoria, si discolpano raccontando ognuno la propria vicenda personale, a eccezione di Philip Lombard, che ammette di avere abbandonato alla morte in Africa ventuno indigeni per salvarsi, e di Emily Brent, che si rifiuta di dare spiegazioni in merito. Dopo un'attenta analisi del perché ciascuno di loro era stato invitato senza apparente motivo, il giovane Anthony Marston, dopo aver bevuto un bicchiere di whisky, muore improvvisamente. Edward Armstrong, medico di professione, conclude dopo una veloce analisi del cadavere che nel bicchiere di Marston c'era del cianuro di potassio.
Inizialmente tutti pensano ad uno strano suicidio, ma poi, il giorno seguente, la signora Rogers viene trovata morta nel suo letto, e Armstrong, per la seconda volta, deve annunciare al marito e agli altri ospiti un'ambigua morte all'interno della casa, stavolta causata da un'eccessiva dose di sonnifero. A questo punto l'ipotesi di due suicidi diviene, a parere di molti, alquanto improbabile e gli ospiti cominciano quindi a sospettare che Marston e la signora Rogers possano essere stati uccisi, soprattutto per il fatto che le due morti erano avvenute analogamente a quanto descritto nella filastrocca e che sul centrotavola le statuette ora sono solamente otto. Si decide pertanto all'unanimità di tornare sulla terraferma, ma sull'isola non ci sono imbarcazioni e il barcaiolo che ha accompagnato la comitiva e che quotidianamente porta la posta e le provviste, quel mattino non si presenta: non lo farà mai più.
Armstrong, Lombard e Blore ispezionano la casa e i dintorni allo scopo di scovare un eventuale assassino nascosto, ma non trovano nessuno e sono sicuri di essere gli unici occupanti dell'isola, quindi il responsabile delle morti può essere solo uno di loro. Tornati in casa per pranzare, notano che manca all'appello il signor Macarthur, generale dell'esercito in pensione. Il dottor Armstrong lo va quindi a cercare e poco dopo rientra annunciando che anche lui, in seguito a un colpo inferto con un oggetto contundente, è morto; subito tutti si accorgono che al centrotavola manca un'altra statuetta, e mentre stanno trasportando il cadavere in casa scoppia una violenta tempesta che d'ora in poi renderà impossibile qualsiasi comunicazione con la terraferma. Viene dunque avviata una sorta di indagine interna; la descrizione della tensione crescente tra gli ospiti è l'occasione, per l'autrice, di un viaggio introspettivo nei pensieri di ciascuno in cui si scopre che, in varie misure, sono tutti effettivamente responsabili delle morti loro attribuite.
La mattina seguente il signor Rogers viene trovato morto in seguito a un colpo di accetta in testa, mentre stava spaccando la legna per il fuoco. Anche questo omicidio coincide con la filastrocca e anche in questo caso una delle statuette del centrotavola scompare. Viene sospettata Emily Brent, poiché è l'unica che quel mattino era uscita mentre gli altri dormivano, ma lo stesso giorno la signorina viene trovata morta in poltrona in seguito a un'iniezione di cianuro di potassio, eseguita con la siringa del dottor Armstrong, per cui i sospetti ricadono su quest'ultimo. Inoltre l’assassino aveva anche lasciato una vespa nella stanza per far coincidere anche questa morte con la filastrocca. Si decide quindi che tutti radunino medicinali e armi in loro possesso e li chiudano a chiave in una cassetta; Lombard dice di aver portato con sé una rivoltella, che però non viene trovata.
Da quel momento in poi gli ospiti superstiti decidono che bisogna muoversi insieme e che solo una persona alla volta potrà lasciare il gruppo. Non c'è più luce elettrica, perché dopo la morte di Rogers nessuno ha più azionato il generatore di corrente, perciò vengono usate delle candele. Vera, salita in camera sua per riposare, nell'oscurità si sente toccare il collo da qualcosa che sembra una mano bagnata e urla invocando aiuto. Gli altri arrivano di corsa e, illuminando la stanza, vedono che si tratta di un'alga pendente da un gancio fissato sul soffitto, ma immediatamente si accorgono anche dell'assenza del giudice Wargrave: una volta tornati in salotto lo trovano seduto in poltrona, con la parrucca da giudice e un foro di proiettile in fronte, forse della rivoltella scomparsa. Ormai sempre più sospettosi l'uno dell'altro, i quattro, giunta l'ora di andare a letto, si barricano ognuno nella propria stanza, ma Lombard ritrova improvvisamente l'arma nel cassetto del suo comodino.
Durante la notte Blore sente un rumore di passi, esce dalla sua camera, corre in cima alle scale e vede una persona uscire di casa, quindi va a chiamare gli altri, ma non riceve risposta da Armstrong, perciò tutti arguiscono che la persona fuggita sia lui. Blore e Lombard dicono quindi a Vera che dovrà aspettare in camera il loro ritorno e aprire la porta solo se entrambi le chiederanno di farlo. Dopo un po' i due bussano nuovamente alla porta di Vera dicendole che non hanno trovato il dottore.
Il giorno dopo i tre decidono di rimanere sulla spiaggia, il luogo meno esposto al pericolo. Blore propone di andare in casa a prendere del cibo, ma gli altri due si rifiutano, quindi va da solo. Visto che tarda a tornare, Vera e Lombard si dirigono verso la casa per cercarlo e sotto la finestra della camera di lei lo trovano con il cranio fracassato da un orologio incastonato in un blocco di marmo a forma di orso. Tornati sulla spiaggia, Vera e Lombard rinvengono tra gli scogli il cadavere di Armstrong e, capendo di essere gli unici due rimasti sull'isola, si convincono ovviamente entrambi che l'altro sia l'assassino.
Vera insiste per trascinare sulla spiaggia il corpo di Armstrong: durante questa operazione riesce a sottrarre a Lombard la pistola e lo uccide. Convinta di aver sconfitto l'assassino, euforica, rientra in casa, butta dalla finestra due delle tre statuette rimaste e, stringendo in mano l'unica ancora intatta, si dirige in camera sua. Ormai in preda alla follia, rivive la vicenda di Cyril, il bambino affidato alle sue cure che aveva effettivamente lasciato annegare perché l'eredità di cui era destinatario andasse allo zio, Hugo, l'uomo che amava e con cui, grazie a quel denaro, avrebbe potuto costruire un futuro; ma il giovane, molto legato al nipotino, pur senza alcuna prova aveva intuito la verità e, sconvolto, l'aveva lasciata. Giunta nella stanza, Vera vede che dal gancio a cui era stata appesa l'alga ora pende un cappio e vi è anche una sedia pronta per essere utilizzata: è il destino dell'ultimo soldato della filastrocca, e nella mente ormai sconvolta di Vera, Hugo è lì, ad accertarsi che lei compia il gesto dovuto per l'omicidio commesso. E lasciando cadere l'ultima statuetta, che si frantuma in mille pezzi, la giovane si impicca.
Nell'epilogo i detective Maine e Sir Thomas Legge discutono il mistero delle morti avvenute a Nigger Island. Vengono formulate varie ipotesi, ma in apparenza nessuna collima con i ritrovamenti sulla scena del delitto. I primi sei decessi, nel loro ordine, sono testimoniati dai diari di Vera Claythorne ed Emily Brent e dal taccuino di Blore, ritrovati nelle rispettive camere. L'orologio che ha ucciso Blore non può che essere stato fatto cadere da un'altra persona, perciò gli unici che possono aver ucciso gli altri e poi essersi suicidati sono Armstrong, Lombard e Vera. Ma per ognuno dei tre c'è una circostanza che rende di fatto impossibile la loro colpevolezza. Vera non può aver ucciso tutti e successivamente essersi impiccata, poiché la sedia che ha utilizzato è stata trovata accostata al muro. Lombard non può aver ucciso tutti e poi essersi sparato, poiché la pistola non è stata rinvenuta vicino al suo cadavere. Armstrong non può aver ucciso tutti e poi essersi lasciato annegare, poiché il suo corpo è stato trascinato fuori dall'acqua da qualcuno. La tempesta, infine, esclude che sull'isola fosse presente un'undicesima persona che poi è fuggita. L'enigma resta perciò irrisolto.
Alla fine del libro è trascritta una lettera trovata all'interno di una bottiglia in mezzo al mare e indirizzata alla polizia dal comandante del peschereccio che l'ha rinvenuta. La lettera, scritta dal giudice Wargrave, è una confessione riguardante i fatti avvenuti a Soldier Island: l'assassino dice di aver scelto le sue vittime tra persone che, pur avendo commesso un omicidio, erano riuscite a sfuggire alla legge per mancanza di prove e che avrebbero quindi meritato la morte. Egli stesso ha sempre avuto a che fare con la legge e possiede un grande senso della giustizia, unito però a un sempre più irrefrenabile impulso ad uccidere: tutto ciò l'ha spinto a pianificare un delitto perfetto che avesse per vittime assassini sfuggiti in vari modi alla legge, in modo da non coinvolgere persone innocenti; dopo lunghe ricerche ne ha trovate nove e ha deciso di mettere in atto il piano quando ha saputo di essere ormai malato terminale. Aggiunge di aver ucciso per primi coloro che si erano macchiati di un crimine meno grave, o di chi mostrava meno remorso, mentre ha lasciato per ultimi quelli che avevano commesso l'omicidio deliberatamente, per farli soffrire il più possibile, logorati dalla paura. Per attuare il suo piano ha usato Armstrong, di cui intuiva l'istintiva fiducia nei propri confronti, per inscenare e certificare la propria morte, facendogli credere che così facendo sarebbero arrivati insieme a scoprire l'autore dei delitti.
La notte in cui Blore ha intravisto qualcuno uscire furtivamente dalla casa, l'assassino stava raggiungendo il dottor Armstrong per incontrarsi come previsto sulla scogliera, dove lo ha spinto in mare. Dopo aver ucciso Armstrong, ha atteso che Blore si avvicinasse da solo alla casa per fargli cadere in testa il blocco di marmo, poi ha visto Vera sparare a Lombard; a quel punto ha preparato la scena dell'impiccagione nella stanza della ragazza e, come in un gioco psicologico, ha spinto la donna alla morte, assistendo di nascosto al suo suicidio. Rimasto solo, ha scritto e affidato al mare la lettera-confessione e poi si è tolto la vita nello stesso modo in cui sembrava che fosse stato ucciso inizialmente, ovvero sparandosi in fronte, in maniera tale da far coincidere tutto con quanto riportato negli scritti degli altri, e ha fatto in modo che dopo lo sparo la pistola, legata a un elastico, cadesse lontano dal suo corpo al fine di lasciare il caso irrisolto. La lettera-confessione, scritta per l'intimo bisogno di avere un riconoscimento per il piano estremamente ingegnoso di un delitto perfetto che gli inquirenti non avrebbero mai potuto risolvere, è firmata da Lawrence Wargrave. Il giudice osserva di essere l'unico dei dieci ad essere innocente, dato che l'omicidio di cui è accusato (la condanna a morte di un uomo chiamato Edward Seton) in realtà è stato un regolare atto giudiziario in quanto Seton era effettivamente colpevole, come successivamente appurato dalla polizia.

### Personaggi
I personaggi principali sono i seguenti:
- Lawrence John Wargrave: un giudice da poco in pensione sospettato di aver ingiustamente condannato a morte Edward Seton; invitato apparentemente sull'isola da Constance Culmington.
- Vera Elizabeth Claythorne: giovane insegnante di ginnastica che ha dovuto rinunciare al suo lavoro di governante dopo la morte del bambino da lei accudito, Cyril Ogilvie Hamilton, evento per il quale è stata coinvolta in un'inchiesta da cui è uscita innocente; invitata sull'isola da Una Nancy Owen, apparentemente per svolgere mansioni di segretaria; era innamorata di Hugo.
- Philip Lombard: un ex capitano ed esploratore dal passato turbolento e in crisi finanziaria, accusato di aver lasciato morire di fame ventuno indigeni di una tribù africana; è giunto sull'isola allo scopo di aiutare in faccende poco chiare il proprietario della casa.
- Emily Caroline Brent: un'anziana signorina puritana, bigotta e dal comportamento rigido e severo, da sempre restia a mostrare compassione verso gli altri; accusata di aver provocato il suicidio della sua vecchia governante, Beatrice Taylor, da lei licenziata perché incinta seppur nubile.
- John Gordon Macarthur: vedovo, generale veterano della prima guerra mondiale, per sua scelta allontanatosi dagli ex colleghi dell'esercito a causa delle voci su una sua vendetta consumata nei confronti del giovane ufficiale Arthur Richmond, amante di sua moglie, che avrebbe mandato a morire in una missione inutile.
- Edward George Armstrong: medico chirurgo di una certa fama, chiamato sull'isola dal proprietario della casa per seguire la salute della moglie; accusato di aver provocato la morte di Louisa Mary Clees, una ricca, grassa signorotta, sbagliando una semplice operazione di peritonite perché ubriaco.
- Anthony James Marston: avvenente e scapestrato rampollo di una ricca famiglia inglese, con un'irrefrenabile passione per le automobili e l'alta velocità che in passato l'ha messo più volte nei guai; accusato di aver ucciso due fratellini, John e Lucy Combes, che ha investito con la propria auto.
- William Henry Blore: un rozzo ex agente di polizia che ha intrapreso la carriera di investigatore privato; invitato sull'isola dal proprietario per proteggere i gioielli della signora Owen; accusato di aver fatto condannare all'ergastolo James Stephen Landor, poi morto in carcere, con la sua falsa testimonianza solo per avere una promozione al lavoro.
- Thomas ed Ethel Rogers: il servile maggiordomo e sua moglie, cuoca e cameriera assai emotiva, eredi di una parte della fortuna della danarosa, vecchia e malaticcia Jennifer Brady, presso cui prestavano servizio in precedenza e, secondo l'accusa, rei del suo omicidio; assunti come servitù dal padrone di casa.
- U. N. Owen (Ulick Norman Owen o Una Nancy Owen): il fantomatico proprietario dell'isola che nessuno ha mai visto o ricorda di conoscere. Le iniziali del nome e il cognome letti di seguito (UNOwen) hanno una pronuncia molto simile alla parola inglese unknown, "sconosciuto".
- Fred Narracott, il barcaiolo che accompagna i malcapitati invitati sull'isola; è l'unico che garantisce un collegamento con la terraferma.

Tra i personaggi secondari:
- Isaac Morris, spacciatore di stupefacenti; aveva indotto a drogarsi una ragazza che in seguito si era suicidata. Usato dall'assassino come intermediario per acquistare Soldier Island.
- Lady Costance Culmington, nobildonna amica del giudice Wargrave, che anni prima della vicenda si era trasferita prima in Italia, poi in Siria.
- Gabrielle Turl, ex proprietaria dell'isola.
- Elmer Robson, primo proprietario dell'isola.
- Hugo "Hugh" Hamilton, ex-fidanzato di Vera Claythorne. Zio di Cyril Hamilton.
- Elsie Mac Pherson, nominata due volte da Emily Brent, moglie di un cugino del generale Macarthur e conoscenza comune dei due.
- Ispettore Sir Thomas Legge. Compare nelle ultime pagine del libro, durante le infruttuose indagini su quanto avvenuto a Nigger Island.
- Ispettore Maine, collega di Sir Thomas Legge.

## Versione teatrale
La stessa autrice del romanzo si è occupata di adattarlo per una trasposizione teatrale, decidendo di modificare il finale: in questa versione i personaggi di Vera Claythorne e Philip Lombard si salvano perché innocenti dei crimini di cui sono stati accusati. La critica non acclamò mai questa versione, nonostante questo finale sia stato ripreso in quasi tutte le versioni cinematografiche del romanzo.

## Critica
Dieci piccoli indiani è un giallo sviluppato seguendo i canoni dell'enigma della camera chiusa doppia: i delitti si svolgono in un contesto circoscritto; l'assassino quindi deve essere per forza uno del gruppo, per quanto insospettabile. Il colpo di scena principale, qui, consiste nel fatto che i personaggi muoiano tutti.
Secondo Alex Falzon, questo romanzo è particolarmente riuscito per un insieme di fattori: da un lato perché l'autrice ha dato il meglio della sua vena narrativa proprio nei romanzi e nei racconti che aderiscono a questo tema (Assassinio sull'Orient Express, Poirot sul Nilo, Tre topolini ciechi, Carte in tavola e così via), ma anche perché, nel caso specifico, l'assenza del detective dalla scena del crimine fa emergere con una forza narrativa ancora maggiore il Leitmotiv, che è poi il rapporto fra il male e il bene, tra la falsità e la colpevolezza degli invitati e l'implacabile giustizia che toglie loro la vita uno alla volta.
Falzon sostiene che nei libri della Christie il detective è una figura salvifica, invulnerabile, un deus ex machina che ripristina l'originario stato di grazia smascherando il colpevole e consegnandolo alla giustizia; a questo modello aderiscono sia Hercule Poirot sia Miss Marple. Mancando in questo romanzo tale figura, i meccanismi del potere e della giustizia emergono con forza ancora maggiore, al punto che essi paiono reificarsi in qualche entità che sta snocciolando la catena di delitti, fino alla soluzione finale.

## Cronologia del titolo
Il titolo del romanzo ha avuto diverse variazioni. Il libro fu originariamente pubblicato nel 1939 in Inghilterra come Ten Little Niggers (Dieci piccoli negri o Dieci negretti), riprendendo il primo verso della filastrocca a cui si fa più volte riferimento nelle sue pagine: questa è in realtà una canzone statunitense, scritta nel 1868 da Septimus Winner e anch'essa pubblicata inizialmente come Ten Little Niggers e successivamente trasformata in Ten Little Indians. Per evitare di offendere la sensibilità dei cittadini afroamericani il titolo del libro subì una prima variazione l'anno seguente, in occasione dell'uscita negli Stati Uniti d'America: in questa circostanza venne scelto come nuovo titolo l'ultimo verso della filastrocca, And Then There Were None, dato che nigger è utilizzato negli Stati Uniti come termine dispregiativo.
Anche in Italia l'Arnoldo Mondadori Editore, prima casa editrice a pubblicare il romanzo nel 1946, scelse la seconda versione, titolandolo ... e poi non rimase nessuno. Il titolo rimase fino al 1977, ma non piacque, e così venne definitivamente cambiato col più musicale Dieci piccoli indiani, come il titolo della canzone di Septimus Winner, anche se i riferimenti all'interno del testo, filastrocca compresa, rimangono collegati ai "negretti". Il nuovo titolo fu adottato in Italia, ma non negli USA, dove rimane, ancora oggi, And Then There Were None.

## Opere ispirate al romanzo

### Film
- Dieci piccoli indiani (1945, regia di René Clair, con Louis Hayward, June Duprez)
- Dieci piccoli indiani (1965, regia di George Pollock, con Hugh O'Brian, Shirley Eaton)
- 5 bambole per la luna d'agosto (1970, regia di Mario Bava, con Edwige Fenech, Ira von Fürstenberg, prende ispirazione dal romanzo: alcune persone confinate in una villa su un'isola disabitata vengono uccise una a una da un assassino misterioso)
- ... e poi, non ne rimase nessuno (1974, regia di Peter Collinson, con Oliver Reed, Richard Attenborough, Adolfo Celi)
- Invito a cena con delitto (1976), prende ispirazione dal romanzo
- Tutti defunti... tranne i morti (1977, regia di Pupi Avati con Gianni Cavina e Carlo Delle Piane), prende ispirazione dal romanzo rileggendolo in chiave horror e comica
- Il film pornografico Vergini corpi frementi (Ten Little Maidens) (1985, regia di John Seeman con Ginger Lynn, Harry Reems e Nina Hartley), rilettura in chiave hardcore
- Desjat' negritjat (1987, regia di Stanislav Govoruchin) non ufficiale
- Dieci piccoli indiani (1989, regia di Alan Birkinshaw), ambientato nella savana anziché in una singola abitazione
- Incubo finale (1998, regia di Danny Cannon), prende ispirazione dal romanzo
- D-Tox (2002, regia di Jim Gillespie), prende ispirazione dal romanzo
- Identità (2003, regia di James Mangold con John Cusack e Ray Liotta), prende ispirazione dal romanzo
- Nella mente del serial killer (2004, regia di Renny Harlin con Val Kilmer, Christian Slater e LL Cool J), prende ispirazione dal romanzo
- Dieci piccoli indiani (2016, regia di Craig Viveiros con Charles Dance, Miranda Richardson e Sam Neil), è la versione cinematografica della serie televisiva in tre puntate predisposta dalla BBC di cui si legge più sotto.

### Televisione
Il 15 aprile 1955 la Rai trasmise il lavoro teatrale che la stessa Agatha Christie aveva tratto dal suo romanzo (con un colpo di scena finale rispetto al libro). Per la regia di Alessandro Brissoni, Dieci poveri negretti fu interpretato da Paolo Carlini (capitano Lombard), Niela De Micheli (Vera Claythorne), Fanny Marchiò (Emilia Brent), Nino Pavese (Blore), Franco Coop (dottor Armstrong), Aldo Silvani (generale Mackenzie), Augusto Mastrantoni (Sir Lorenzo Wargrave), Gianni Lepsky (Marston), Aldo Alori (Rogers), Lietta Carraresi (signora Rogers) e Nino Cestari (Narracot).
La serie televisiva Harper's Island del 2009 prende ispirazione da Dieci piccoli indiani e ne riprende anche l'ambientazione.
Nel 2015, in occasione del 125º anniversario dalla nascita di Agatha Christie, la BBC ha commissionato una miniserie televisiva composta da tre puntate tratta dal romanzo, intitolata Dieci piccoli indiani (And Then There Were None). La miniserie è l'unica trasposizione in cui il finale coincide con quello del libro, ovvero la morte di tutti i protagonisti, e non con quella della rappresentazione teatrale, che invece riprendono tutti gli adattamenti cinematografici.
Nel 2020 è stata distribuita una miniserie televisiva francese dal titolo They Were Ten, che costituisce una rilettura in epoca contemporanea (ambientata ai Caraibi) del romanzo.

### Cartoni animati
- L'episodio n. 72 (il 98 in Giappone) della serie televisiva di Lamù, intitolato E poi non rimase nessuno è ispirato al romanzo, utilizzando però come filo conduttore una filastrocca di Mamma Oca e coi personaggi che fingono a turno di morire per guarire Ataru dalla sua fissazione attraverso una terapia da shock.
- Il primo episodio della nona stagione de I Griffin intitolato E alla fine furono di meno è ispirato al romanzo.
- L'episodio speciale 219 (secondo la numerazione italiana diviso nelle puntate 236, 237 e 238) La leggenda di Furto Kid della serie anime Detective Conan è in parte ispirato al romanzo, seppur con diverse differenze.

### Videogiochi
- Dal romanzo è stato inoltre tratto il videogioco Agatha Christie: E non ne rimase nessuno (The Adventure Company, 2005).
- Umineko When They Cry è ampiamente tratto dal romanzo.
- Nel sesto capitolo della serie di videogiochi Touhou Project, il tema musicale del boss finale Flandre Scarlet si intitola "U.N.Owen was her?". Anche alcune abilità del boss e la conversazione che avviene dopo lo scontro sono citazioni dal romanzo.
- Nel videogioco The Elder Scrolls IV: Oblivion, seguendo la questline della Confraternita Oscura, vi è una missione intitolata "Chi è stato?" ("Whodunnit?") che riprende il romanzo: il giocatore è infatti mandato in un maniero dove deve eliminare uno per uno gli altri ospiti senza farsi scoprire, potendo influenzarli (insinuando sospetti od accattivandosi simpatie) in modo da convincerli che il reale assassino sia un altro.

### Fumetti
- La storia a fumetti Dieci piccoli caimani, della serie Pippo Reporter, è ispirata al romanzo. In questa versione, i dieci ospiti, tra cui una giovane aspirante scrittrice di nome Agatha (omaggio all'autrice del romanzo), vengono fatti addormentare, con del sonnifero o con un colpo alla testa, e nascosti dal maggiordomo, in realtà un poliziotto mediocre, intento, poi, a prendersi il merito del ritrovamento degli ospiti scomparsi davanti ai colleghi. Il piano verrà comunque sventato da Pippo, che, casualmente, non prende il sonnifero, svegliandosi prima degli altri.
- Lo speciale n. 6 "Sette anime dannate" della serie a fumetti Dylan Dog è ispirato al romanzo. Sette personaggi si ritrovano a Xanador, un castello abitato da marionette, e nel prosieguo della storia si scoprirà che ciascuno di loro (Dylan Dog compreso) si è macchiato di uno dei 7 peccati capitali, e verrà punito per questo .

## Edizioni italiane
- Dieci piccoli indiani andarono a pranzo... ...E poi non rimase nessuno, Collana I LibriGialli Nuova serie n.10, Milano, Arnoldo Mondadori Editore, luglio 1946,  p. 96. - Collana I Capolavori dei Gialli Mondadori n.2, 1954; Biblioteca del Giallo Mondadori n.1, 1963; I Classici del Giallo Mondadori n.151, 1972.
- Dieci piccoli indiani (...e poi non rimase nessuno), traduzione di Beata Della Frattina, Collana Giallo Cinema n.2, Milano, Mondadori, 1977,  p. 175, ISBN 88-04-50759-4.
- Dieci piccoli indiani (...e poi non rimase nessuno), traduzione di Beata Della Frattina, Collana Oscar Classici n.1518, Milano, Mondadori, maggio 1982,  p. 181. - Collana Oscar Scrittori moderni n. 1501, Mondadori, 2002, ISBN 978-88-045-0759-8.
- Dieci piccoli indiani. E non rimase nessuno, traduzione di Lorenzo Flabbi, Collana Oscar Absolute, Milano, Mondadori, 2019, ISBN 978-88-047-1031-8.